# Pustynka (obwód doniecki)
Pustynka (ukr. Пустинка) – wieś na Ukrainie, w obwodzie donieckim, w rejonie pokrowskim, w hromadzie Sełydowe. W 2001 liczyła 74 mieszkańców.